# La Puebla de Valverde
La Puebla de Valverde är en ort i Spanien.   Den ligger i provinsen Provincia de Teruel och regionen Aragonien, i den östra delen av landet, 240 km öster om huvudstaden Madrid. La Puebla de Valverde ligger 1 108 meter över havet och antalet invånare är 513.
Terrängen runt La Puebla de Valverde är kuperad västerut, men österut är den platt.Runt La Puebla de Valverde är det mycket glesbefolkat, med 6 invånare per kvadratkilometer. Närmaste större samhälle är Mora de Rubielos, 15,1 km öster om La Puebla de Valverde. Omgivningarna runt La Puebla de Valverde är i huvudsak ett öppet busklandskap.